# 大孟村镇
大孟村镇是中国河北省邢台市内丘县下辖的一个镇。位于内丘县境的东南部，县政府驻地内邱镇的西南方向。明代建村，以姓氏得名。1984年改乡。1985年立镇。主产油料、烟煤等。有隋唐青山县城遗址、韩厥墓、冯唐墓等。

## 行政区划
下辖以下地区：
大孟村、冯村、北良屯村、胡里村、马村、十方村、东青山村、郭家庄村、南刘庄村、吴村、西庞村、西庞南街村、宋村、二十里铺村、冯唐村、都城铺村、张夺村、石家庄村、小孟村、南宋村、梁原店村、赵庄村、孟村屯村和北良村。

## 交通
镇东有京广铁路经过。